# Армен Місаковіч Хостікян
Армен Місаковіч (Михайлович) Хостікян (вірм. Արմեն Խոստիկյան; 22 травня 1929, Єреван — 22 липня 2003, Єреван) — відомий вірменський актор і сатирик. Народний артист Вірменської РСР (1984). Разом з Ашотом Казаряном знімав жартівливі сцени.
Народився в Єревані. Після закінчення школи вступив до медичного інституту, але через рік кинув навчання. У 1947—1951 роках навчався на акторському факультеті Єреванського інституту образотворчого мистецтва та театру (курс Армена Гулакяна).
У 1951 році почав працювати в театрі імені Єргана Сундукяна.
У 1990-х роках сформував невелику групу акторів, виступаючи в столиці та за кордоном.
П'єса Армена Хостікяна «Пригоди Абеліка» була поставлена в 1981 році в Національному академічному театрі імені Єргани Сундукяна.
Знімався у вірменських фільмах та на телебаченні. Понад два десятиліття був одним з найпопулярніших героїв різдвяних телепрограм.
У 1984 роцы йому присвоєно звання народного артиста СРСР. У 1987 році створив театральну студію «Пюнік». У 2000 році нагороджений медаллю «Мовсес Хоренаці».
Помер в Єревані.

## Вибрана фільмографія
- 1955 — Примари покидають вершини — аспірант (немає в титрах)
- 1955 — Золотий бичок
- 1956 — Коли поряд друзі — Шабо
- 1957 — Серце матері
- 1959 — Стрибок через прірву — Бено
- 1960 — Хлопці музкоманди — Завен
- 1964 — Зневажені обітницю
- 1966 — Мсьє Жак і інші
- 1974 — Ксенія, кохана дружина Федора — епізод
- 1977 — Солдат і слон — епізод
- 1980 — Ляпас
- 1980 — Політ починається із землі — Бадікян
- 1981 — Будь здоровий, дорогий! — начальник вокзалу
- 1982 — Механіка щастя — фельдшер
- 1983 — Пожежа
- 1983 — Кочарі
- 1984 — Вершник, якого чекають — епізод
- 1985 — Остання неділя
- 1987 — Дорога до Давида Сасунського
- 1988 — Державний кордон. На далекому кордоні
- 1988 — Дежа ВюДежа вю — дядько Ашот
- 1990 — Батько (х / ф, в складі кіноальманаху «Там, де небо лежить на землі»)
- 1990 — Обличчям до стіни
- 1996 — Наш двір
- 1998 — Наш двір 2

## Нагороди
- Народний артист Вірменської РСР (1984).
- Медаль Мовсеса Хоренаци (2000).
- Медаль «За трудову відзнаку» (27.06.1956)